# Miesbach
Miesbach (pronunciación en alemán: /ˈmiːsˌbax/ⓘ) es una ciudad ubicada en Baviera, Alemania, capital del distrito del mismo nombre.
La ciudad está ubicada a 50 km al sudoeste de Múnich junto al lago Schliersee y el lago Tegernsee, alrededor de los internacionalmente conocidos spas, Bad Wiessee, Rottach-Egern y Tegernsee. Miesbach fue fundada alrededor del año 1000 y fue por cientos de años la cabeza del condado de Hohenwaldeck. En el siglo XIX se convirtió en el centro del movimiento de conservación para los trajes tradicionales, el Tracht. Miesbach también tiene una rica historia como un pueblo minero, se pueden ver las minas en la salida de la ciudad.
El 16 de septiembre de 1882, Miesbach se convirtió en el punto de comienzo de la primera transmisión a larga distancia de energía eléctrica en el mundo. Una carga de 1,343 voltios de poder de transmisión llevó electricidad de Miesbach hasta una distancia de 57 kilómetros, a Múnich. El punto de comienzo fue la tecnológicamente avanzada mina de Miesbach, donde la electricidad fue generada a partir de un motor a vapor. El punto de destino final fue en el Palacio de Cristal de Múnich, la electricidad fue potenciada por una catarata artificial. Con esta, Oskar von Miller y Marcel Deprez pudieron mostrar que la energía eléctrica era transferible a largas distancias.